# Denhamia ferdinandi
Denhamia ferdinandi är en benvedsväxtart som först beskrevs av Jessup, och fick sitt nu gällande namn av M.P.Simmons. Denhamia ferdinandi ingår i släktet Denhamia och familjen Celastraceae. Inga underarter finns listade.